# Carl Olson (konstnär)
Carl Waldemar Olson, född 22 augusti 1864 i Göteborg, död 4 juni 1940 i Göteborg, var en svensk målare och tecknare.
Han var son till sjökaptenen Benjamin Olson och Josephin Elisabet Edel. Olson studerade konst för Carl Larsson vid Göteborgs museum rit- och målarskola och en kortare tid för Bruno Liljefors. Han fortsatte därefter sina studier i Paris 1889-1891 där han fick studera för Gabriel Ferrier, François Flameng och Léon Bonnat. Han medverkade i Parissalongen 1890 med ett antal studier av dansöser. Han var under sina år i Paris delaktig i konstnärslivet i Grez där den Svenska kolonin samlades. För att vidga sina vyer vistades han i tidvis i Portugal 1892 och 1894 begav han sig till Sydamerika. Han var huvudsakligen verksam i Sverige men företog flera målarresor bland annat till Danmark 1908 och Italien 1910 som resulterade i ett flertal landskapsskildringar och från sin Portugalresa hemförde han flera gatubilder och stadsmotiv. Tillsammans med Carl Wilhelmson ställde han ut i Göteborg och han medverkade i flera större utställningar bland annat Stockholms utställningen 1897, Hantverks- och industriutställningen i Lund 1907 samt Baltiska utställningen i Malmö 1914. Han var medlem i Göteborgs konstnärskrets och redaktör för föreningens tidning Maneten. Hans konst består av stilleben, figurer, interiörbilder och landskapsskildringar från Sverige, Italien, Danmark och Frankrike utförda i olja, akvarell samt tuschteckningar. Olson är representerad vid bland annat Göteborgs konstmuseum och Nationalmuseum.